# Ionisation
Cet article concerne un phénomène physique. Pour l'œuvre musicale d'Edgar Varèse, voir Ionisation (Varèse).

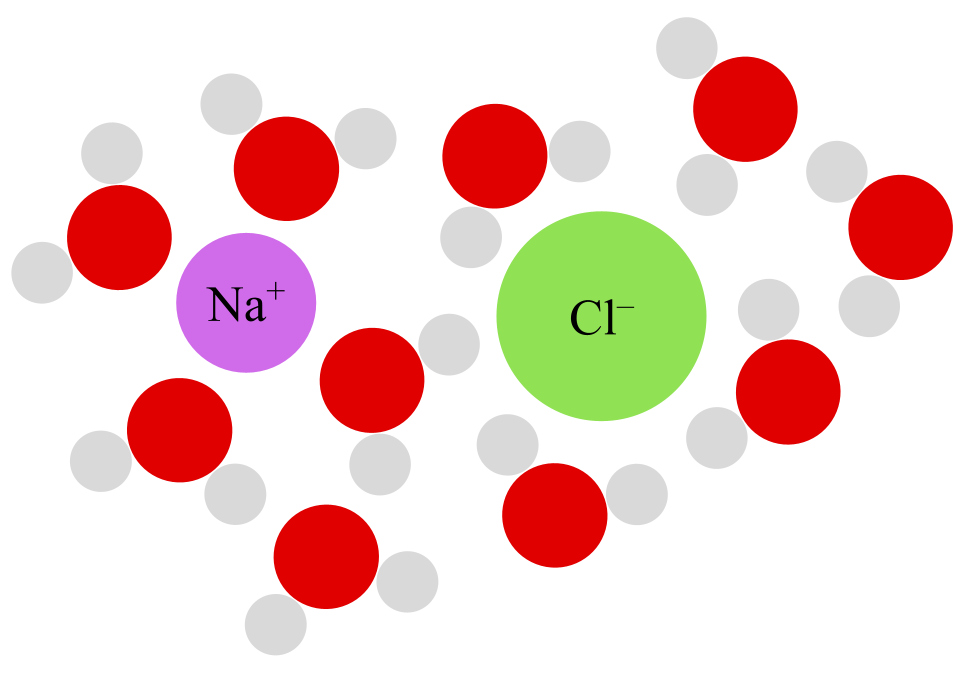
Illustration représentant un cation sodium (Na+) et un anion chlorure (Cl-) entourés de molécules d'eau polaire.

L'ionisation est l'action qui consiste à ajouter ou enlever des charges à un atome ou une molécule électriquement neutre, qui devient ainsi un ion (chargé positivement ou négativement). Elle peut être due à :
- des causes physiques telles qu'un niveau élevé du potentiel électrique, la présence de radiations ou une température élevée ;
- des causes chimiques telles qu'une dissolution dans un solvant polaire ;
- la structure même de la matière, dans les sels fondus, les liquides ioniques et les cristaux ioniques.

Les applications sont nombreuses : 
- décontamination alimentaire ;
- modifications des plastiques ;
- purification de l'air ;
- stérilisation des matériels médicaux ;
- étude des matériaux ;
- propulsion spatiale, etc.

## Énergie de première ionisation
C'est l'énergie nécessaire pour extraire le premier électron (c’est-à-dire l'électron dont l'énergie de liaison est la plus faible) de la structure atomique ou d'une structure moléculaire.
Formule générique décrivant l'ionisation à un électron :
{\displaystyle \mathrm {X} \rightarrow \mathrm {X} ^{+}+e^{-}}
Par exemple avec l'hydrogène, l'énergie de première ionisation sera celle permettant d'ioniser l'électron de la couche K, soit 13,6 eV (énergie calculable, en particulier, à l'aide de la constante de Rydberg)

## Impact électronique
Ce type d'ionisation est couramment utilisé en spectrométrie de masse. Un électron émis par un filament rencontre l'atome ou la molécule et lui arrache lors du choc un de ses électrons.
Exemple avec le méthane :
{\displaystyle \mathrm {CH} _{4}+e^{-}\rightarrow \mathrm {CH} _{4}^{+}+2\,e^{-}}

## Photo-ionisation
La photo-ionisation est l'ionisation d'un atome, d'une molécule ou d'un ion par interaction avec un photon suffisamment énergétique suivant le schéma
{\displaystyle A~~+~~h\nu \quad \to \quad A^{+}~~+~~e^{-}}
Si A est une molécule, l'interaction peut produire sa dissociation : on parle alors de photo-ionisation dissociative.
Le phénomène inverse est la recombinaison radiative.
Ce phénomène est présent dans les nébuleuses planétaires.

## Photo-attachement
Le photo-attachement est la création d'un ion négatif par capture d'un électron suivant le schéma :
{\displaystyle A~~+~~e^{-}\quad \to \quad A^{-}~~+~~h\nu }
Le phénomène inverse est le photo-détachement.

## Ionisation thermique
Si on apporte suffisamment d'énergie thermique à un gaz, son énergie moyenne peut devenir égale ou supérieure à son énergie d'ionisation. Les constituants de ce gaz peuvent donc s'ioniser sous les chocs entre atome/molécule. C'est ce qui arrive dans la couronne solaire.
L'énergie moyenne d'un gaz parfait monoatomique est égale à {\displaystyle {\tfrac {3}{2}}kT}, ou plus précisément à {\displaystyle {\tfrac {1}{2}}kT} par degré de liberté, où {\displaystyle k} désigne la constante de Boltzmann et {\displaystyle T} la température absolue.

## Ionisation chimique
C'est une réaction entre une molécule et un ion réactant. Le résultat donnera lieu a un transfert d'électrons ou à la création d'adduit.
Exemple avec une molécule {\displaystyle M} :
{\displaystyle \mathrm {M} +\mathrm {CH} _{5}^{+}\rightarrow \mathrm {MH} ^{+}+\mathrm {CH} _{4}}